# Göran Fleming
Göran Claesson Fleming af Liebelitz, född 29 oktober 1628, död 17 september 1667, friherre, riksråd och diplomat. 

## Biografi
Göran Fleming af Liebelitz föddes 1628. Han var son till Clas Larsson Fleming och Anna Göransdotter Snakenborg. Fleming blev 26 maj 1637 student vid Uppsala universitet och upphöjdes 26 mars 1651 tillsammans med sina syskan i friherrlig värdighet Fleming af Liebelitz med Liebelitz pogost i Finland som friherrskap. Ätten introducerades 1652 i Sveriges Riddarhus som nummer 17. Han blev överkammarherre och 10 februari 1660 riksråd och rikskammarråd. Fleming blev avgick 3 mars 1665 som rikskammarråd. Han blev ambassadör till fredsunderhandlingarna i Breda 10 april 1666. Han avled 1667 och begravdes 5 augusti 1668 i Jacobs kyrka i Stockholm. Kroppen fördes senare till familjegraven i Värmdö kyrka.
År 1666 skickades han tillsammans med Peter Julius Coyet och Kristoph von Dohna till England på diplomatiskt uppdrag med Sveriges fullmakt för att medla i kriget mellan Holland och England. Uppdraget ledde till freden i Breda 1667, där han även dog. Föredraget utvecklades sen till trippelalliansen mellan England, Republiken Förenade Nederländerna och Sverige.

### Egendom
Fleming ägde Libelitz, Norrnäs, Lydinge, Hesselby och Håberg i Flo socken.

### Familj
Fleming gifte sig 26 april 1656 i Stockholm med friherrinnan Sigrid Gyllenstierna af Lundholm (1639–1700), dotter till kammarherren Johan Gyllenstierna af Lundholm och Christina Gyllenhorn. De fick tillsammans barnen Anna Katarina Fleming af Liebelitz (1658-1718) som var gift med kammarherren Adam Bernhard Hastfer, kammarrådet Brynte Cronsköld och generalguvernören Nils Stromberg, kammarrådet Johan Casimir Fleming af Liebelitz (1660–1714) studenten Claes Fleming af Liebelitz (1661–1672) vid Uppsala universitet, Carl Gustaf Fleming af Liebelitz (1662–1664), assessorn Göran Göransson Fleming af Liebelitz (1664–1710) vid Dorpats hovrätt och fänriken Carl Göransson Fleming af Liebelitz (1665–1689) vid livgardet.

## Gåvor
1663 byggdes ett positiv med 4 stämmor till Tuna kyrka, Uppland på en läktare över sakristiedörren. Orgeln bekostades av Fleming. Den renoverades och tillbyggdes 1741-1742 med ett 5 stämmigt pedalverk av Carl Holm, Uppsala. Som skänktes av inspektor Carl Hylting.